# Саух Артем Сергійович
Артем Сергійович Саух (1989 — 2023) — український військовик, молодший сержант, учасник російсько-української війни. Герой України (посмертно).

## Життєпис
Восени 2022 року у складі штурмового підрозділу успішно виконував бойові завдання в Майорському Донецької області. Від грудня 2022 року мужньо брав участь в обороні Бахмута. У березні 2023 року, рятуючи важкопораненого побратима під щільним мінометним вогнем противника, зазнав смертельного осколкового поранення.

## Нагороди
- Звання Герой України з удостоєнням ордена «Золота Зірка» (посмертно)[1]